# Fakhruddin Ali Ahmed
Fakhruddin Ali Ahmed (ur. 13 maja 1905 w Delhi, zm. 11 lutego 1977) – piąty prezydent Indii, pełniący stanowisko w latach 1974–1977.
Był synem Zalnura Alego Ahmeda – wojskowego lekarza (chirurga) w randze pułkownika i
wywodzącej się z książęcego rodu Sahibzadi Ruqqaiya Sultan Begum. 
Ukończył Delhi Government High School oraz St Catharine’s College na Uniwersytecie Cambridge .
Urząd prezydenta Indii objął 24 sierpnia 1974 r. i pełnił go do 11 lutego 1977 r., kiedy to zmarł we własnym gabinecie, podczas pełnienia obowiązków państwowych. Był drugim muzułmaninem pełniącym urząd głowy indyjskiego państwa.